# Dale Hamer
Dale Hamer (* 12. September 1937 in Fairhope, Pennsylvania; † 29. November 2024) war ein US-amerikanischer Schiedsrichter im American Football, der von der Saison 1978 bis 2001 in der NFL tätig war. Er trug die Uniform mit der Nummer 104.

## Karriere

### College Football
Vor dem Einstieg in die NFL arbeitete er als Schiedsrichter im College Football in der Eastern College Athletic Conference.

### National Football League
Hamer begann im Jahr 1978 seine NFL-Laufbahn als Head Linesman. Nachdem Schiedsrichter Fred Silva seinen Rücktritt bekannt gegeben hatte, wurde er zur NFL-Saison 1989 zum Hauptschiedsrichter ernannt. Gesundheitsbedingt verpasste er die Saison 1995. Ein Jahr später, zur Saison 1996, kehrte er auf Feld zurück, nachdem Schiedsrichter Gordon McCarter seinen Rücktritt bekannt gegeben hatte. Zur Saison 1998 kehrte er auf die Position des Head Linesman zurück und arbeitete in den Crews von Larry Nemmers und Bernie Kukar.
Er war bei zwei Super Bowls als Head Linesman im Einsatz: Beim Super Bowl XVII im Jahr 1983 war er Head Linesman der Crew unter der Leitung von Hauptschiedsrichter Jerry Markbreit. Die Position bekleidete er auch beim Super Bowl XXII im Jahr 1988 in der Crew unter der Leitung von Hauptschiedsrichter Bob McElwee. Zudem war er Offizieller in drei Pro Bowls: Bei den Pro Bowls in den Jahren 1980 und 1987 war er Line Judge bzw. Head Linesman in der Crew von Hauptschiedsrichter Dick Jorgensen, im Pro Bowl 2015 hatte er die Position des Replay Official inne.
Nach seiner gesundheitsbedingten Auszeit im Jahr 1995 wurde Walt Coleman zum Hauptschiedsrichter befördert.
Er wurde im Jahr 2009 mit dem NFLRA Honoree Award ausgezeichnet.